# Titularbistum Cercina
Cercina ist ein Titularbistum der  römisch-katholischen Kirche.
Das antike und untergegangene Bistum war in der römischen Provinz Africa bei Byzacena auf den heutigen Kerkenna-Inseln Tunesiens angesiedelt. Zwei kleinere Provinzen, Byzacena und Tripolitanien wurden gegen Ende des 3. Jahrhunderts n. Chr. von dem römischen Kaiser Diokletian im Rahmen seiner Verwaltungsreformen von der großen Provinz Africa abgetrennt.
| Titularbischöfe von Cercina |                                                        | |                    |                   |
| Nr.                         | Name                                                   | Amt | von                | bis               |
| 1                           | Auguste Alphonse Pierre Haouisée SJ                    | 2. Juli 1928–13. Mai 1931 Apostolischer Koadjutorvikar von Nanking, 13. Mai 1931–13. Dezember 1933 Apostolischer Vikar von Nanking, 13. Dezember 1933–11. April 1946 Apostolischer Vikar von Shanghai (Republik China) | 2. Juli 1928       | 11. April 1946    |
| 2                           | John Joseph McCarthy CSSp                              | Apostolischer Vikar von Sansibar (Kenia) | 11. Juli 1946      | 25. März 1953     |
| 3                           | Emilio Benavent Escuín                                 | Weihbischof in Málaga (Spanien) | 6. Dezember 1954   | 7. April 1967     |
| 4                           | Amelio Poggi Titularerzbischof pro hac vice            | Apostolischer Nuntius | 27. Mai 1967       | 23. Dezember 1974 |
| 5                           | António Baltasar Marcelino                             | Weihbischof in Lissabon (Portugal) | 15. Juli 1975      | 8. September 1983 |
| 6                           | Fernando Charrier                                      | Weihbischof in Siena-Colle di Val d’Elsa-Montalcino (Italien) | 29. September 1984 | 22. April 1989    |
| 7                           | Marin Srakić                                           | Weihbischof in Đakovo und Syrmien (Kroatien) | 2. Februar 1990    | 10. Februar 1996  |
| 8                           | Silvano Maria Tomasi CS Titularerzbischof pro hac vice | Apostolischer Nuntius | 27. Juni 1996      | 24. April 1999    |
| 9                           | Angelo Mottola Titularerzbischof pro hac vice          | Apostolischer Nuntius | 16. Juli 1999      | 8. Oktober 2014   |
| 10                          | Juan Carlos Ares                                       | Weihbischof in Buenos Aires (Argentinien) | 17. November 2014  | 19. Mai 2023      |
| 11                          | Michael Pham                                           | Weihbischof in San Diego (Vereinigte Staaten) | 6. Juni 2023       | 22. Mai 2025      |